# محمدهادی معرفت
محمد هادی معرفت (۱۳۰۹ ش. کربلا – ۱۳۸۵ ش. قم) عالم و روحانی شیعه و از محققان حوزهٔ تفسیر و علوم قرآنی و فقه و اصول بود.

## تحصیلات
او تحصیلات حوزوی خود را در کشور عراق و دو شهر کربلا و نجف گذرانده‌است. در سال ۱۳۵۱ به دستور حکومت بعثی عراق از آن کشور اخراج شد و به ایران آمد و در قم ساکن شد. یکی از فرزندانش در جریان جنگ هشت ساله ایران و عراق کشته شد. او همچنین عضو پیشین جامعه مدرسین حوزه علمیه قم بود.

## آثار علمی
کتاب‌های محمد هادی معرفت در شناخت قرآن و مفسران و همچنین تفسیر قرآن، مورد مراجعهٔ بسیاری از دانش پژوهان در حوزه‌های علمیه و دانشگاه‌های اسلامی قرار گرفته‌است. از جمله مهمترین آثار او کتاب «التمهید» است که در شش مجلد به علوم قرآنی و شناخت ویژگی‌های خاص قرآن اختصاص دارد. کتاب دیگر او در دو جلد، کتاب «التفسیر و المفسرون فی ثوبه القشیب» است که در آن به معرفی مفسران اسلامی و ویژگی‌های تفاسیر آنان در طول تاریخ پرداخته‌است. معرفت کتابی نیز در تاریخ قرآن و چگونگی جمع‌آوری و کتابت آن تألیف کرده‌است. او آثار مهم دیگری در حوزه مطالعات قرآنی چون «صیانه القرآن من التحریف»، «شبهات و ردود حول القرآن الکریم» و «التفسیر الاثری الجامع» نگاشته‌است.
آخرین اثرش هم التفسیر الاثری الجامع است که تفسیری روایی است. عبدالحسین صالحی از جمله شاگردان او بود. 

## مهمترین اثر
مهمترین کتاب علوم قرآنی معرفت اکنون در ده جلد به نام التمهید فی علوم القرآن به چاپ رسیده‌است.

## درگذشت
سرانجام وی تنها یک روز پس از برگزاری مراسم نکوداشتش در قم وفات کرد. پیکر او پس از اقامه نماز توسط سید موسی شبیری زنجانی در حرم فاطمه معصومه به خاک سپرده شد. سید علی خامنه‌ای به مناسبت درگذشت او، پیام تسلیت صادر کرد.